# شهرستان ارحب
شهرستان ارحب (عربی: مدیریة أرحب) ناحیه ای در استان صنعا در یمن است. تا تاریخ ۲۰۰۳، این شهرستان ۹۰۰۳۸ تن سکنه داشت.